# 山本五郎左衛門

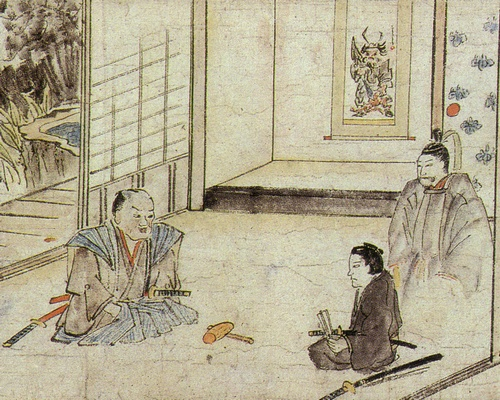
『稲生物怪録絵巻』。向かって左が山本五郎左衛門。向き合っているのは平太郎、その上には彼を守る冠装束の氏神の姿が見える。

山本五郎左衛門（さんもと ごろうざえもん）は、江戸時代中期の日本の妖怪物語『稲生物怪録』に登場する妖怪。
姓の「山本」は、『稲生物怪録』を描いた古典の絵巻のうち、『稲生物怪録絵巻』を始めとする絵巻7作品によるもので、広島県立歴史民俗資料館所蔵『稲亭物怪録』には「山ン本五郎左衛門」とある。また、『稲生物怪録』の主人公・稲生平太郎自身が遺したとされる『三次実録物語』では「山本太郎左衛門」とされる。

## 概要

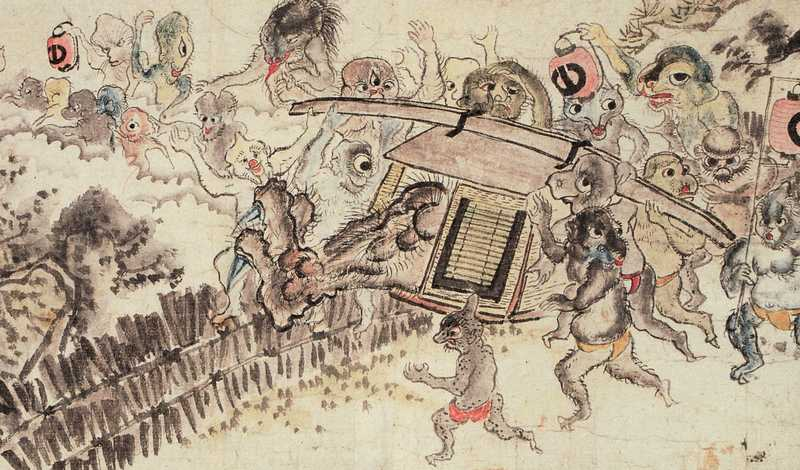
同絵巻より、五郎左衛門と妖怪たちの帰還の場面。駕籠からはみ出している巨大な毛むくじゃらの脚が、魔王としての五郎左衛門の真の姿と見られている。

妖怪の眷属たちを引き連れる頭領であり、魔王に属するものとされる。平田神社所蔵の妖怪画では、三つの目を持つ烏天狗の姿として描かれているが、天明3年刊『稲亭物怪録』（慶應義塾大学三田メディアセンター所蔵）によれば、自分は天狗の類でも狐狸の類でもないと語っている。
寛延2年（1749年）、備後国三次（現在の広島県三次市）において、稲生平太郎（三次藩の実在の藩士・稲生武太夫の幼名）を、30日間におよび様々な怪異を起こして脅し続けたが、平太郎は耐え続けた。そして7月30日に1ヶ月間の怪異の締めくくりとして、裃を着た40歳ほどの武士の姿で平太郎の前に姿を現して名を名乗り、自分は神野悪五郎（しんの あくごろう）と魔王の頭（かしら）の座をかけて勇気ある少年を100人驚かせるという賭けをしていたことを語った。そしてインド、中国、日本と渡り歩いて、86人目に平太郎を驚かそうとしたが、平太郎がどうしても驚かなかったため自分の負けとなり、自分はまた最初からやり直しをせねばならないと言って、平太郎の気丈さを褒めたたえた。そして、自分はもう怪異を起こすことはないが、今後、平太郎が悪五郎に襲われた場合には、これを打ち鳴らせば自分が現れて力を貸すと言って、木槌を平太郎に与え、妖怪たちを引き連れて去って行った。この木槌は広島市東区の國前寺に寺宝として後に伝えられている。

### 版による細部の違い
現存する『稲生物怪録』関係の本はすべて写本だが、その細部には異なる部分が存在する。前述した「山本五郎左衛門」「山本太郎左衛門」の名以外にも以下のような違いがある。
- 1806年（文化3年）に平田篤胤が翻刻した『稲亭物怪録』平田版での山本は姿を現した際に「我日本へ初めて渡しは源平合戦の時なり」と「我は日本にては山本五郎左衛門という」と自身を紹介している[8]。

- 1886年（明治19年）に発行された『怪談稲生武勇伝』などでは去る前に木槌ではなく「蒼生心経術」と称する巻物を手渡した。これは病人を救う呪法を書いたものであったが、平太郎の兄の病気は生まれつき短命で救うことができないと伝えた[9]。

## 類話
広島にはこの類話が複数ある。根岸鎮衛の随筆『耳嚢』によれば、芸州（現・広島県西部）の比熊山に「三本五郎左衛門（さんぼんごろうざえもん）」という妖怪がいたとある。それによれば、稲生武太夫が引馬山で一晩を過ごして帰宅した後、家に様々な妖怪が現れるようになったが、武太夫は決して動じなかった。16日後、彼のもとに五郎左衛門が現れて彼の豪胆さを称え、その後は怪異もなくなったという。
また同じく『耳嚢』に、以下のような類話がある。文化5年。五太夫という者が石川悪四郎という妖怪を見物するために真定山へ登り、山中で夜を過ごした後に帰宅すると、家に頻繁に妖怪が現れるようになった。しかし五太夫は決して怯まなかった。数日後、悪四郎は僧侶に姿を変えて五太夫のもとを訪れ、彼の勇敢さを称え、山から去ると告げた。五太夫が話合いの証拠を求めたところ、悪四郎は3尺（約90cm）ほどの用途不明のねじ棒を残して姿を消したという。
石川悪四郎の話は五太夫の体験談として『耳嚢』に記述されているが、内容は『稲生物怪録』とほぼ同じのため、鎮衛が書き誤ったか、もしくは五太夫が『稲生物怪録』を脚色して鎮衛に語ったとの説もある。